# Yacine Sheikh
Pour les articles homonymes, voir Sheikh (homonymie).
Yacine Sheikh (en arabe : ياسين شيخ) est un boxeur algérien né le 27 avril 1966.

## Carrière
Aux Jeux olympiques d'été de 1988 à Séoul, Yacine Sheikh est éliminé au premier tour dans la catégorie des poids mi-mouches par le Salvadorien Donald Martínez.
Il est médaillé de bronze dans la catégorie des poids mouches aux Jeux africains du Caire en 1991, s'inclinant en demi-finale contre le Nigérian Moses Malagu.
Aux Jeux olympiques d'été de 1992 à Barcelone, il est éliminé au deuxième tour dans la catégorie des poids mouches par l'Australien Robbie Peden.